# Royal Institute of Chemistry
O Royal Institute of Chemistry foi uma organização cientifica Britânica.
Fundada em 1877 como o Institute of Chemistry of Great Britain, seu papel era concentrar-se nas qualificações e no status profissional dos químicos, e seu objetivo era garantir que os químicos analíticos e de consultoria fossem adequadamente treinados e qualificados. Concedia qualificações: AIC (Associado do Instituto de Química; Em inglês: Associate of the Institute of Chemistry) indicando treinamento completo, e FIC (fellow) indicando competência profissional.
Recebeu seu primeiro Royal Charter em 1885. Além de insistir em qualificações profissionais completas, também estabeleceu padrões éticos rigorosos. Suas principais qualificações foram  Licentiate (LRIC) (formação profissional após um curso de estudo prático a um nível inferior ao de uma licenciatura), Graduate (GRIC) (conclusão do estudo equivalente a pelo menos o segundo grau de honras), Associate (ARIC) (LRIC mais experiência profissional), Member (MRIC) (GRIC mais experiência profissional) e Fellow  (FRIC) (mais experiência e posição do que o MRIC) do Royal Institute of Chemistry. Após uma Carta suplementar em 1975, Members e Fellows foram autorizados a usar as letras CChem (Chartered Chemist; Em português: Químico Licenciado).
Publicou Royal Institute of Chemistry Reviews de 1968 a 1971, quando combinou para formar a Chemical Society Reviews, e o Journal of the Royal Institute of Chemistry.
Ao mesmo tempo, o Chemical Society concentrou-se na ciência da química e na publicação de revistas científicas.  Em 1972 estas duas organizações, juntamente com a Faraday Society e a Society for Analytical Chemistry, iniciaram o processo de fusão, tornando-se a Royal Society of Chemistry em 1980.

## Presidentes
- Sir Edward Frankland: 1877–1880
- Sir Frederick Augustus Abel: 1880–1883
- William Odling: 1883–1888
- James Bell: 1888–1891
- William Augustus Tilden: 1891–1894
- William James Russell: 1894–1897
- Sir Thomas Stevenson: 1897–1900
- John Millar Thomson: 1900–1903
- David Howard: 1903–1906
- Percy Faraday Frankland: 1906–1909
- Sir George Thomas Beilby: 1909–1912
- Raphael Meldola: 1912–1915
- James Johnston Dobbie: 1915–1918
- Sir Herbert Jackson: 1918–1921
- Alfred Chapman: 1921–1924
- Professor George Gerald Henderson: 1924–1927
- Arthur Smithells: 1927–1930
- Sir George Christopher Clayton: 1930–1933
- Sir Jocelyn Field Thorpe: 1933–1936
- Sir Robert Howson Pickard: 1936–1939
- William Alexander Skeen Calder: 1939–1940
- Sir John Jacob Fox: 1940–1943
- Alexander Findlay: 1943–1946
- Gerald Roche Lynch: 1946–1949
- Sir James Wilfred Cook: 1949–1951
- Herbert William Cremer: 1951–1953
- Sir Harry Jephcott: 1953–1955
- Douglas William Kent-Jones: 1955–1957
- William Wardlaw: 1957–1958
- Ernest Le Quesne Herbert: 1959–1961
- Sir William Kershaw Slater: 1961–1963
- Harry Julius Emeleus: 1963–1965
- Sir Frank Hartley: 1965–1967
- Leslie Henry Williams: 1967–1970
- Sir Ewart Ray Herbert Jones: 1970–1972
- Frank Arnold Robinson: 1972–1974
- Charles Kemball: 1974–1976
- Charles Norman Thompson: 1976–1978
- Professor Richard Oswald Chandler Norman: 1978–1980